# Ranunculus pusillus
Ranunculus pusillus Poir. – gatunek rośliny z rodziny jaskrowatych (Ranunculaceae Juss.). Występuje endemicznie w Stanach Zjednoczonych – w północno-zachodniej Kalifornii oraz na obszarze od wschodniego Teksasu i północnej części Florydy, aż po New Jersey. 

## Morfologia
PokrójBylina.
LiścieMają owalny lub lancetowaty kształt. Mierzą 1,5–4,5 cm długości oraz 0,5–1,5 cm szerokości. Nasada liścia ma kształt od ostrokątnego do uciętego. Brzegi są całobrzegie lub ząbkowane. Wierzchołek jest spiczasty. Ogonek liściowy jest nagi i ma 1,5–9 cm długości.
KwiatySą zebrane w kwiatostanach. Pojawiają się na szczytach pędów. Mają 4 lub 5 eliptycznych działek kielicha, które dorastają do 1–3 mm długości. Mają od jednego do trzech odwrotnie owalnych i żółtych płatków o długości 1–2 mm.
OwoceNagie niełupki o długości 1–2 mm. Tworzą owoc zbiorowy – wieloniełupkę o półkulistym  lub cylindrycznym kształcie i dorastającą do 2–3 mm długości.

## Biologia i ekologia
Rośnie w stawach, rowach i na bagnach. Występuje na terenie nizinnym. Kwitnie od kwietnia do czerwca. 

## Zmienność
W obrębie tego gatunku wyróżniono jedną odmianę:
- Ranunculus pusillus var. angustifolius (Engelm.) L.D. Benson